# Jonas af Apelblad
Jonas Apelblad, född 25 februari 1718, död 17 februari 1786, var en svensk reseskildrare och författare av ett svenskt pseudonymlexikon.

## Biografi
Jonas Apelblad blev filosofie magister vid Uppsala universitet 1749, och 1750 utnämndes han till docent i österländska språk. Han gav sid därefter iväg på en utrikes resa genom Europa, under vilken han lät skriva en populär reseskildring, först en resebeskrivning över Pommern och Brandenburg 1757, och sedan en resebeskrivning över Sachsen 1759. Den senare översattes senare även till tyska. Vid sin hemkomst till Sverige utnämndes han till adjunkt i grekiska och hebreiska vid Uppsala universitet 1762 utsågs han till informator åt prins Karl och prinsessan Sophia Albertina samt erhöll 1763 titel av lagman. Han upphöjdes 1766 till adligt stånd med namnet af Apelblad, men tog aldrig introduktion på Riddarhuset.
Enligt Svenskt biografiskt lexikon var Apelblads största insats hans anonym- och pseudonymförteckning över svenska skribenter och författare kallad Anonymi et pseudonymi Svedas (1488-1785). Den har varit en ovärderlig källa för senare forskare.